# 王栄妃 (万暦帝)
栄妃王氏（えいひ おうし、1560年代 ? - 1591年）は、明の万暦帝の側室。

## 経歴
庶民の王文錦の娘として生まれる。万暦10年（1582年）3月、選ばれて後宮に入り、安嬪となった。万暦12年（1584年）6月1日、第3皇女・朱軒嬀（静楽公主）を産んで、栄妃となった。父の王文錦は正四品錦衣衛帯俸指揮僉事に任じられた。しかし翌年、静楽公主は夭折した。万暦19年（1591年）正月、栄妃も死去した。享年は不明だが、30歳以降と考えられている。端靖と諡され、金山に葬られた。

## 伝記資料
- 『明神宗実録』
- 『酌中志』
- 『皇明静楽公主墓志銘』